# 血の上の救世主教会
座標: 北緯59度56分24秒 東経30度19分43秒 / 北緯59.94000度 東経30.32861度

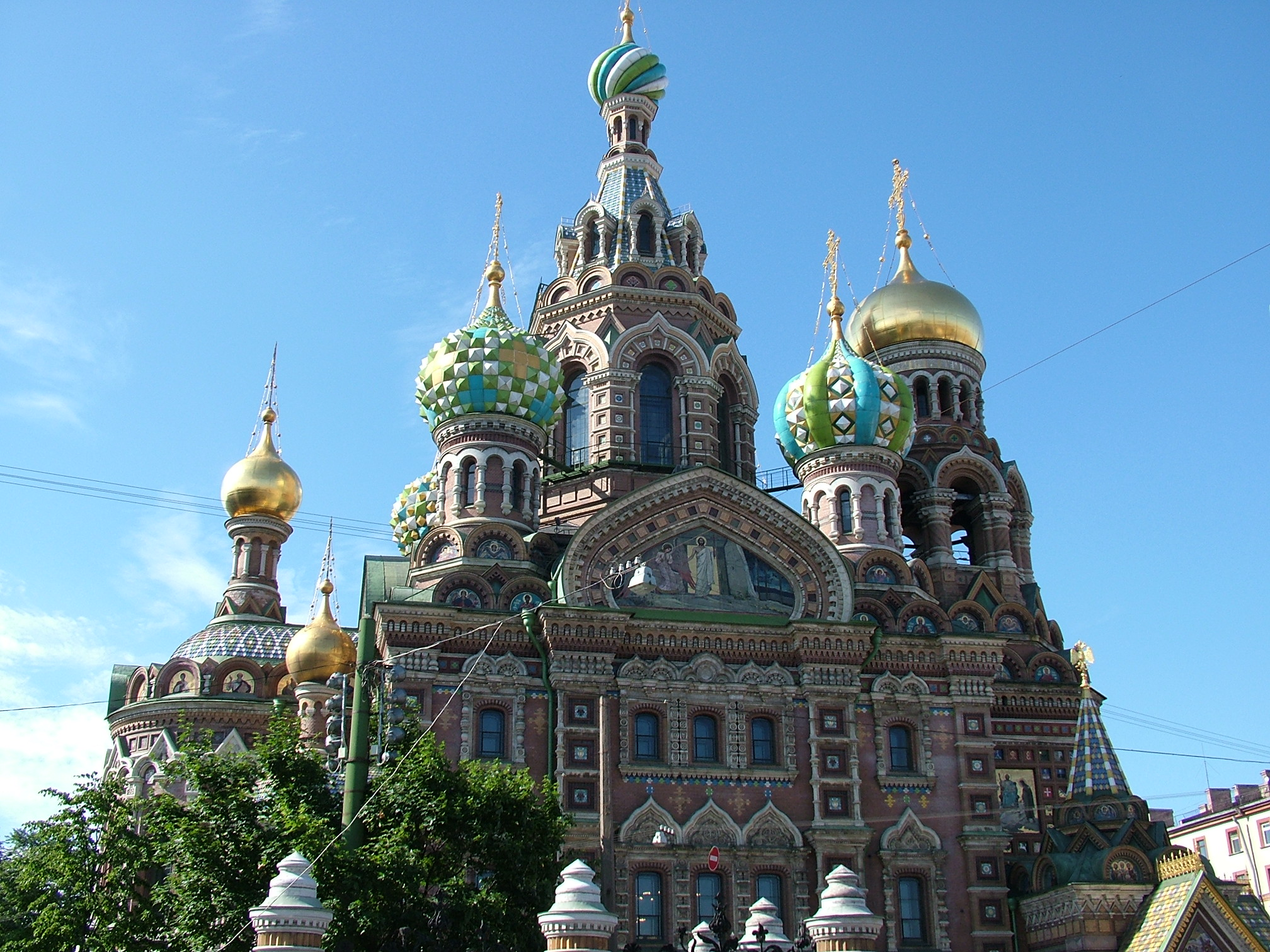
血の上の救世主教会。北側ファサード

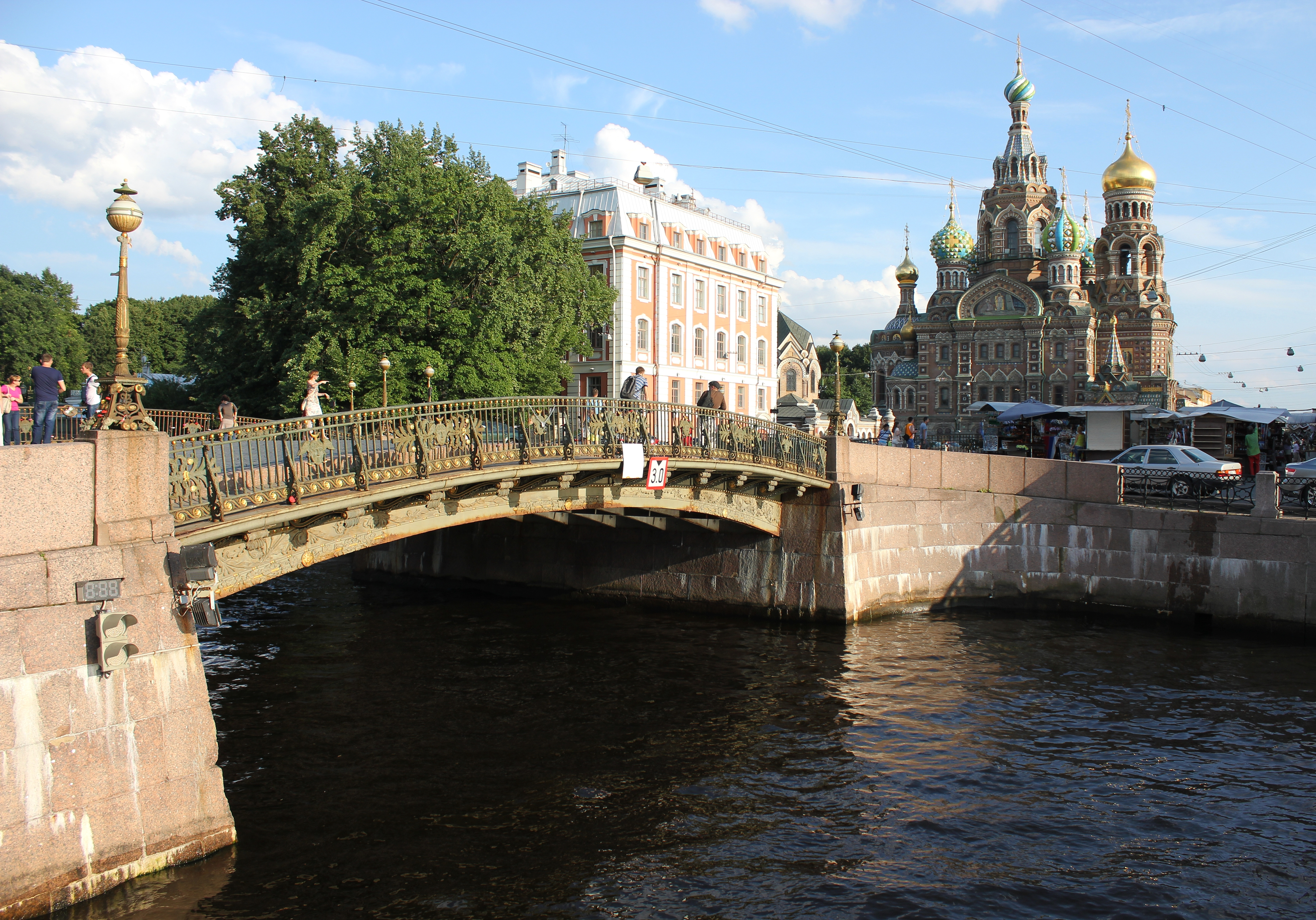
血の上の救世主教会。

血の上の救世主教会（血の救世主教会、Храм Спаса на Крови、スパース・ナ・クラヴィー教会）は、ロシア、サンクトペテルブルクにあるロシア正教会の聖堂である。
公式名は、ハリストス復活大聖堂（Собор Воскресения Христова）。このほか、血の上の教会（Church on Spilt Blood）の名称でも知られる。この名称は、1881年3月13日（ユリウス暦3月1日）のロシア皇帝アレクサンドル2世暗殺によるもので、教会が建つ場所は、皇帝遭難の地である。高さは94m。
世界遺産のサンクトペテルブルク歴史地区と関連建造物群の構成の一つである。

## 概要・歴史

### 建立

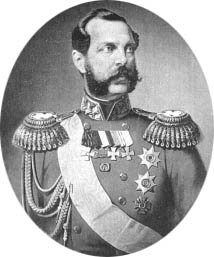
アレクサンドル2世

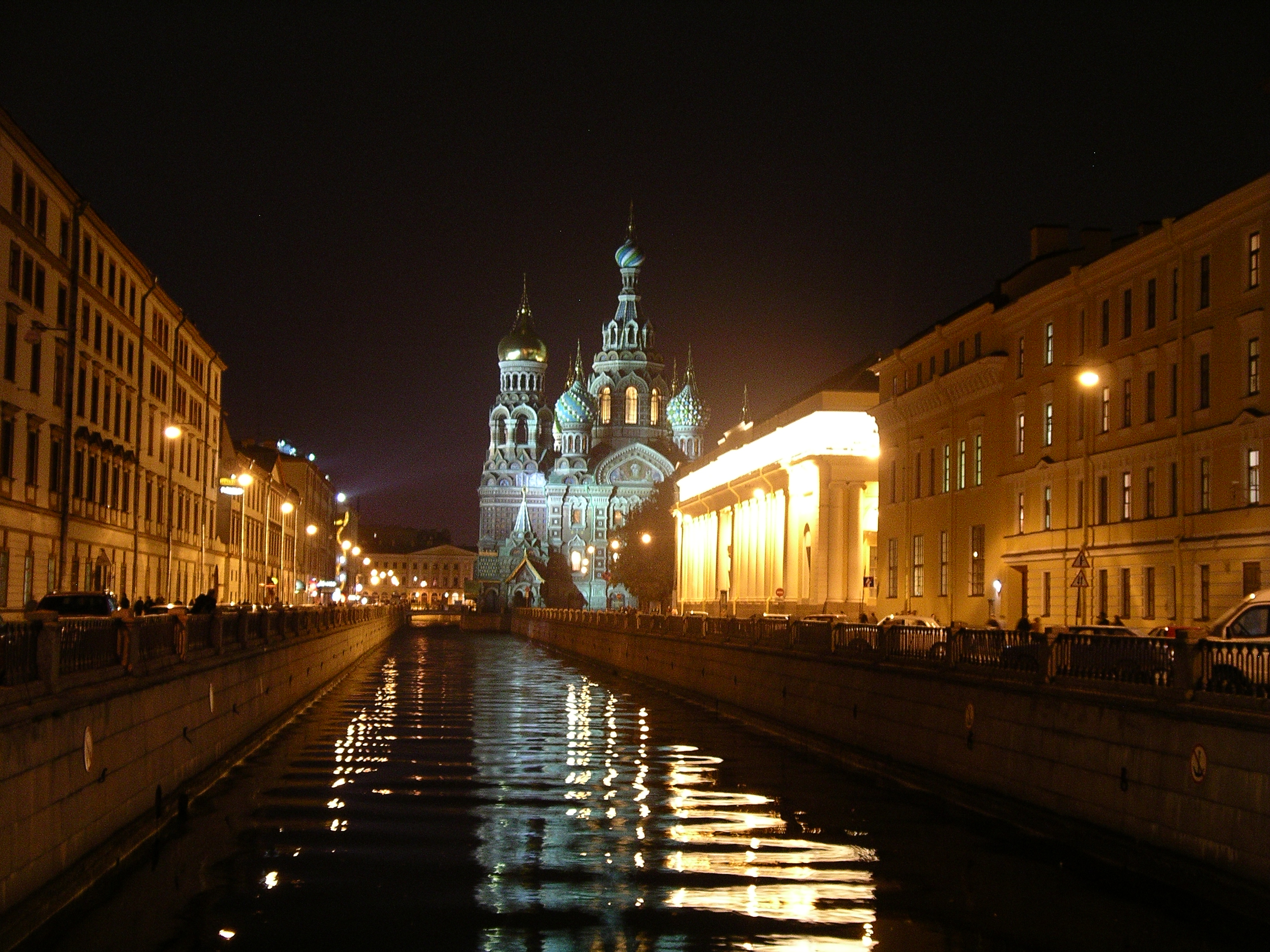
夜景　グリボエードフ運河から見る

ロシア皇帝アレクサンドル2世は、「解放皇帝」と呼ばれ、農奴解放を初めとする「大改革」を行ったが、次第に反動化していった。同時にナロードニキ運動の急進化に伴い、ナロードニキの一部はニヒリズム、テロリズムに走り、1881年3月1日ついに皇帝もテロの標的となって斃れた。行幸先から帰る皇帝の乗った御料車が運河に沿って通る中、女性革命家ソフィア・ペロフスカヤによって指揮された「人民の意志」のテロリストは皇帝を狙って手榴弾を投げた。手榴弾は2人のコサック衛兵を負傷させたが、皇帝は無事であった。しかし現場を見るために御料車を降りた皇帝の足下に別のテロリストが爆弾を転がして爆発させ、瀕死の重傷を負った皇帝は担ぎ込まれた冬宮で一時間後に崩御した。
教会の建立は、アレクサンドル2世の跡を継いだアレクサンドル3世によって先帝を弔うために行われた。教会はグリボエードフ運河の河畔で、アレクサンドル2世終焉の地に建設された。この地はグリボエードフ運河がモイカ川（Moika）から分流する地点にあり、またさらにモイカ川がフォンタンカ川（Fontanka）から分流する地点にも比較的近い。 建設資金は、帝室であるロマノフ家のほか、広く一般の献金によってまかなわれた。工事は1883年に着工されたがアレクサンドル3世在位中には完成せず、教会の完成を見たのは次のニコライ2世の治世に入って13年目の1907年である。

### 建築
血の救世主教会の建築に関しては、一般にサンクトペテルブルクにおける他の建築とは様式において異なると見なされる。

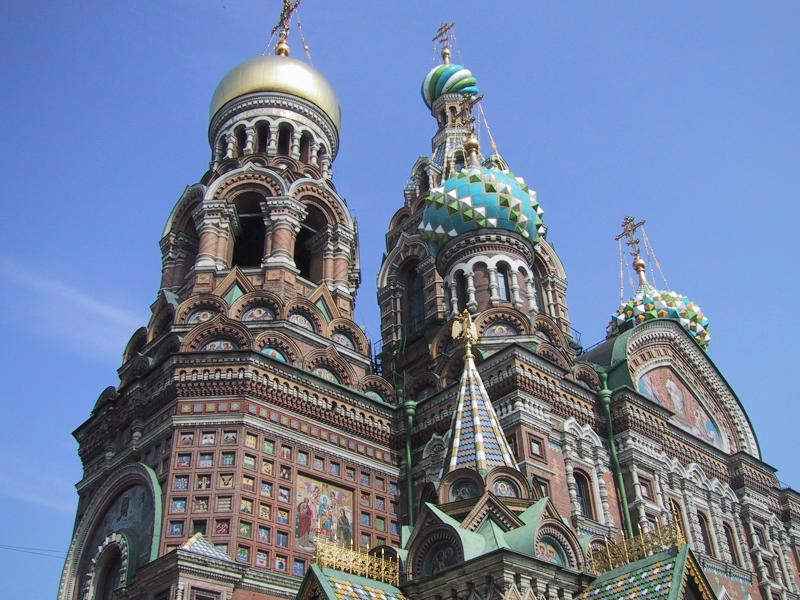
血の上の救世主教会を見上げる

すなわちペテルブルクの主な建築物が、主としてバロックおよび新古典主義様式であることに比べて、この教会の建築がロマンチックなロシア・ナショナリズム、中世のロシア建築の影響を色濃く受けているとする立場である。確かに玉ねぎのような形状の屋根や無数のモザイク画に彩られた壁面を見たとき、一般にモスクワの聖ワシリイ大聖堂（生神女庇護大聖堂）や、17世紀のヤロスラヴリの教会建築を思い起こさせる。ピョートル大帝以来、西欧化を推進してきたロシアにおいては、建築においても伝統的なロシア様式が否定され、ヨーロッパの建築様式が主流となっていた。その西欧化を体現してきたともいうべき都市ペテルブルクにおいてさえ、聖ワシリイ大聖堂のようなロシアを象徴する建築が無意識的に望まれてできたと考えられる。
その一方で、聖ワシリイ大聖堂と比較すると、全体の構成のより自由な点や優美さなどはモスクワに代表されるロシア的なものとは異質であり、やはり、ペテルブルクの建築であるとの評価もある。
血の上の救世主教会は、アレクサンドル2世の暗殺というロマノフ家にとっての悲劇がきっかけになって建立された建築物である。このため、『聖書』の中から悲劇的な要素の強い主題とした面積7500平方メートル以上のモザイク画によって壁面が装飾されている。

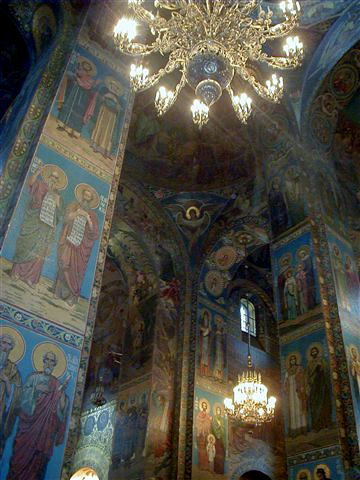
内陣　天井と柱

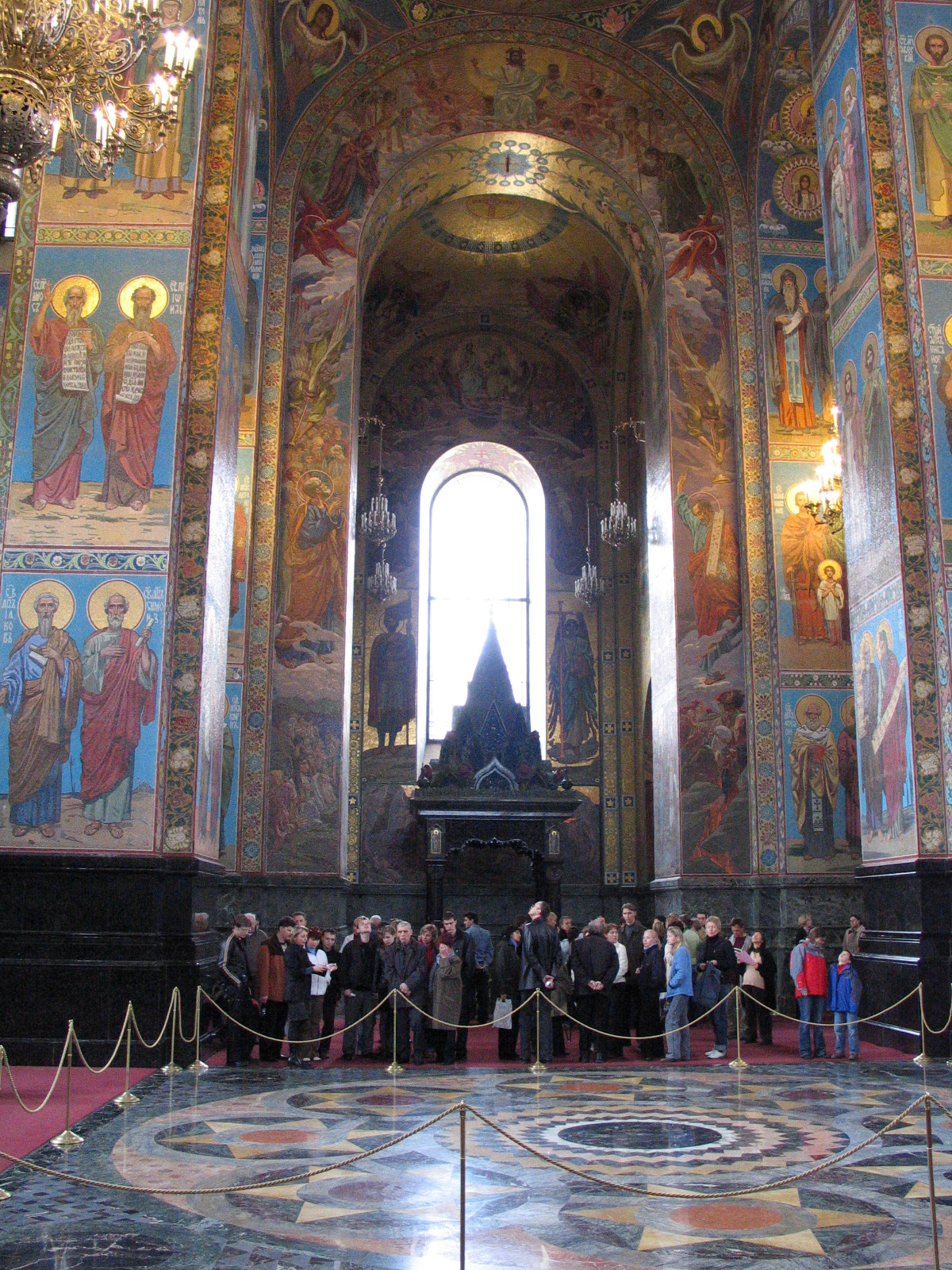
内部のモザイク

その一方で、教会は無数のトパーズ、青金石（ラピスラズリの原料）および他の半貴石で飾られていて豪奢な印象を与えているのも事実である。
イコノスタシスは、ヴィクトル・ヴァスネツォーフ（Viktor Vasnetsov）、ミハイル・ネステロフ（Mikhail Nesterov）、（ミハイル・ヴルーベリ）らを含む当時のロシア最高の芸術家たちによって設計された。主任設計士はアルフレッド・アレクサンドロヴィチ・パルランド（Alfred Alexandrovich Parland）である（彼の名前はロシアにおいてもほとんど知られていない）。

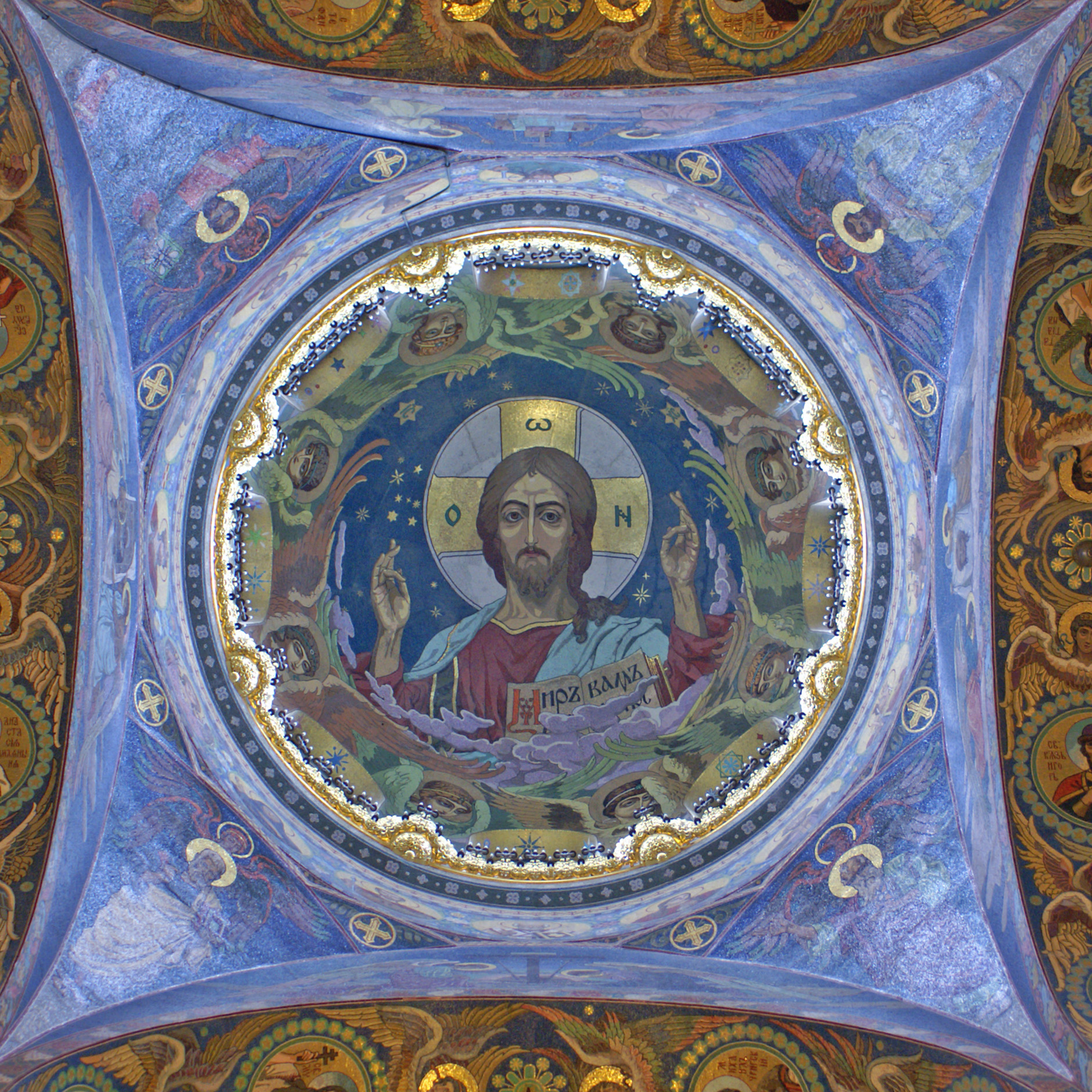
丸天井の『全能者ハリストス』と大天使

教会の内側の壁と天井は、複雑かつ詳密なモザイクで完全に覆われている。このモザイク画は厳密なイコンの様式にのっとり聖書の場面を表現している、内陣中央の丸天井には、「全能者ハリストス」に大天使たちが随っている。
外壁は、レンガ、モザイク画、タイル、大理石によって覆われている。教会には計9つの玉ねぎ型のドームが林立しているが、いずれも外側は明るい色合いによる表現が追求され、金色やエナメルによる塗装が施された。ファザードも教会内部同様、モザイク画が多く用いられ、ヴァスネツォーフがロシアの伝統様式で描いている。
教会の建設には、当初360万ルーブルが予算として計上されたが、結局460万ルーブルの巨費を費やした。

### ロシア革命
ロシア革命による社会主義体制は、教会に大打撃を与えた。教会はソビエト政権によって略奪された。また教会内部も損害を被った。ソ連政府の指令で1930年代初期に教会は閉鎖された。第二次世界大戦中は野菜倉庫として使われた。人々は教会を「ジャガイモの上の教会」「ジャガイモの救世主」と冷笑的に呼んだ。教会は他の建築物同様、レニングラード包囲戦で損害を被った。さらに戦後は近くのオペラ劇場のための倉庫として使用された。

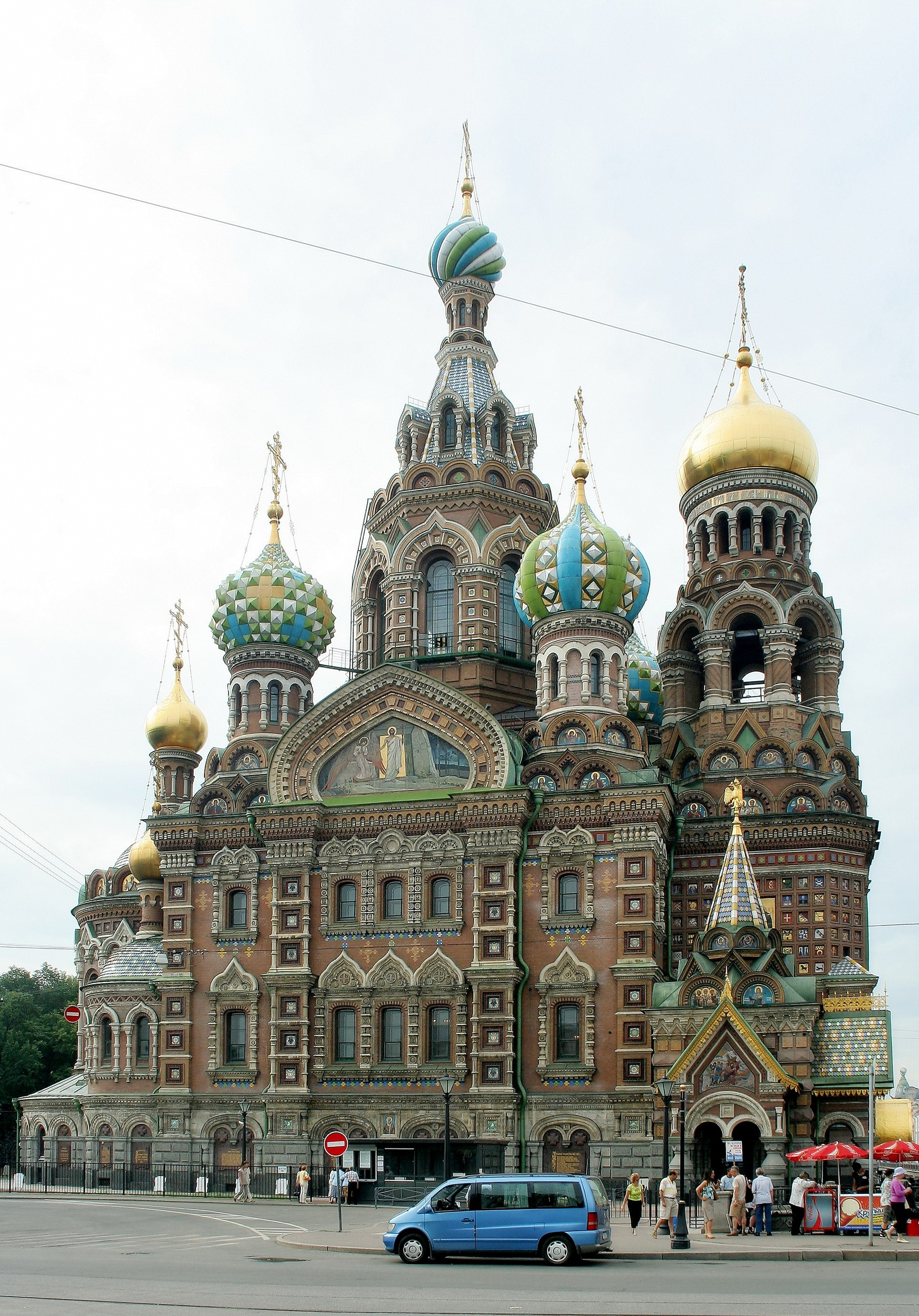
血の上の救世主教会全景

### ソビエト連邦の崩壊後、現在
1970年7月、血の救世主教会の管理権は聖イサアク大聖堂（同聖堂も、この時点では、公共博物館として使用されていた）に譲渡された。聖イサアク大聖堂の収入は血の上の救世主教会の復旧へ集約されていった。27年に渡る修復工事を終え、1997年8月血の上の救世主教会は、およそ60年ぶりに一般公開された。しかし、血の上の救世主教会は、ロシア革命以前から公的な礼拝としてではなく暗殺されたアレクサンドル2世を慰霊していたロマノフ家の施設であったという理由で正教会の大聖堂としての完全な復活はなされず、公的な奉神礼は殆ど行われる事のない、麗々しいモザイク博物館として再開することとなった。但し、聖堂の性格から正教会の永眠者のための祈りであるパニヒダは稀に行われている。
現在サンクトペテルブルクの主な観光名所のうちのひとつとなり、多くの人々が参観に訪れるようになっている。